# Synarachnactis
Synarachnactis is een geslacht van neteldieren uit de klasse van de Anthozoa (bloemdieren).

## Soorten
- Synarachnactis africana Carlgren, 1924
- Synarachnactis brachiolata (A. Agassiz, 1863)